# Michelberg (Bad Waldsee)
Michelberg ist ein Weiler bei Bad Waldsee im Landkreis Ravensburg in Oberschwaben.

## Lage
Michelberg liegt geografisch etwa 3,5 km nördlich von Bad Waldsee und 3,3 km südwestlich von Oberessendorf. Auf einer West-Ost-Achse befindet sich der Ort mittig zwischen Michelwinnaden und der B 30, jeweils rund 1,3 km Luftlinie entfernt.
Michelberg liegt vollständig im Naturraum Oberschwäbisches Hügelland (Naturraum-Nr. 32) innerhalb der Großlandschaft Voralpines Hügel- und Moorland (Großlandschaft-Nr. 3). Etwa 2,3 km östlich verläuft die Grenze zum Naturraum Riß-Aitrach-Platten (Naturraum-Nr. 41) der Großlandschaft Donau-Iller-Lech-Platte (Großlandschaft-Nr. 4).
Michelberg befindet sich im Einzugsgebiet der Riß, die über die Donau in das Schwarze Meer entwässert. Etwa 2 km südöstlich grenzt das Einzugsgebiet der Riß an das des Haslacher Bachs, der über die Schussen und den Rhein in die Nordsee entwässert. Direkt an der südwestlichen Ecke des Weilers liegt ein kleiner Weiher mit einer Fläche von 0,0382 ha. In der näheren Umgebung befinden sich zudem mehrere Landschaftsschutzgebiete: der Osterholzweiher etwa 1,2 km nördlich, das Oberes Rißtal nördlich des Ortes und die Rißquelle rund 1,3 km südwestlich.
Geologisch gesehen liegt der Westteil Michelbergs auf Jungmoränen-Hügelland mit Parabraunerde aus Geschiebemergel (würmzeitliche Moränensedimente). Der östliche Teil, östlich der einzigen Straße durch den Weiler, besteht aus fluvioglazialen Sedimenten und Schwemmsedimenten, mit Parabraunerde aus Schmelzwasserschottern.

## Geschichte
Michelberg wurde erstmals 1241 unter dem Namen „Michelenberch“ urkundlich erwähnt. Der Ort war bis 1831 Teil von Reute. Die Vereinödung, erfolgte im Jahr 1834. Im Zeitraum von 1241 bis 1270 wurden die Herren von Michelberg genannt. Der Besitz des Ortes gehörte größtenteils dem Stift Waldsee, bevor er 1748 an das Haus Waldburg überging.

## Verkehrsanbindung
Michelberg ist nur über einen Gemeindeverbindungsweg an das Straßennetz angebundenwelcher nach Norden zur Kreisstraße K 8034 führt, die westlich nach Michelwinnaden und östlich nach Englerts an der Bundesstraße 30 verläuft. Nach Süden bietet der Weg eine direkte Anbindung an Mattenhaus an der B 30.
Eine Haltestelle des Bürgerbus Bad Waldsee ist bei Michelberg 2/1 eingerichtet, der Bus kommt aber nur nach vorheriger Buchung.
Michelberg ist nicht direkt an das Radnetz Baden-Württemberg angeschlossen. Der nächste Zugang zum Radnetz befindet sich etwa 2 km entfernt in Michelwinnaden.

## Trivia
Das Gewann Michelberger Holz ist kein Wald, sondern eine landwirtschaftliche Fläche südlich von Michelberg und liegt etwa 450 Meter südlich von Michelberg und grenzt direkt.an einen kleineren Wald, der auf Karten von 1914 als Unteres Holz verzeichnet war.